# Liberation (1349)
Liberation è il primo album del gruppo musicale black metal norvegese 1349, pubblicato nel 2003.

## Tracce
1. Manifest – 4:05
2. I Breathe Spears – 4:26
3. Riders of the Apocalypse – 4:36
4. Deathmarch – 1:07
5. Pitch Black – 3:20
6. Satanic Propaganda – 3:44
7. Legion – 4:56
8. Evil Oath – 3:48
9. Liberation – 5:21
10. Buried by Time and Dust (Mayhem cover) – 3:05

## Formazione
- Olav "Ravn" Bergene - voce
- André "Tjalve" Kvebek - chitarra
- Tor Risdal "Seidemann" Stavenes - basso
- Kjetil-Vidar "Frost" Haraldstad - batteria